# Bestival Live 2011
Albums de The Cure
4:13 Dream
(2008) Torn Down
(2018)
Bestival Live 2011 est le cinquième album live du groupe The Cure sorti le 5 décembre 2011.
Disponible en double CD et en téléchargement, il contient 32 titres, soit l'intégralité du concert donné par le groupe le 10 septembre 2011 lors du Bestival sur l'Île de Wight. 
Les bénéfices des ventes sont reversés à une organisation de bienfaisance britannique : Isle of Wight Youth Trust,.
Ce concert marque le retour officiel de Roger O'Donnell dans le  groupe.

## Liste des titres
| 1.  | Plainsong            | - Simon Gallup - Roger O'Donnell - Robert Smith - Porl Thompson - Lol Tolhurst - Boris Williams | 5:10 |
| 2.  | Open                 | - Perry Bamonte - Gallup - Smith - Thompson - Williams                                          | 6:53 |
| 3.  | Fascination Street   | - Gallup - O'Donnell - Smith - Thompson - Tolhurst - Williams                                   | 4:58 |
| 4.  | A Night Like This    | Smith                                                                                           | 4:10 |
| 5.  | The End of the World | - Bamonte - Jason Cooper - Gallup - O'Donnell - Smith                                           | 3:40 |
| 6.  | Lovesong             | - Gallup - O'Donnell - Smith - Thompson - Tolhurst - Williams                                   | 3:35 |
| 7.  | Just Like Heaven     | - Gallup - Smith - Thompson - Tolhurst - Williams                                               | 3:47 |
| 8.  | The Only One         | - Cooper - Gallup - Smith - Thompson                                                            | 4:14 |
| 9.  | The Walk             | - Smith - Tolhurst                                                                              | 3:31 |
| 10. | Push                 | Smith                                                                                           | 4:37 |
| 11. | Friday I'm in Love   | - Bamonte - Gallup - Smith - Thompson - Williams                                                | 3:34 |
| 12. | In Between Days      | Smith                                                                                           | 2:58 |
| 13. | Play For Today       | - Gallup - Matthieu Hartley - Smith - Tolhurst                                                  | 4:06 |
| 14. | A Forest             | - Gallup - Hartley - Smith - Tolhurst                                                           | 6:35 |
| 15. | Primary              | - Gallup - Smith - Tolhurst                                                                     | 4:20 |
| 16. | Shake Dog Shake      | Smith                                                                                           | 4:44 |

| 1.  | The Hungry Ghost                        | - Cooper - Gallup - Smith - Thompson                          | 4:48 |
| 2.  | One Hundred Years                       | - Gallup - Smith - Tolhurst                                   | 6:50 |
| 3.  | End                                     | - Bamonte - Gallup - Smith - Thompson - Williams              | 6:11 |
| 4.  | Disintegration                          | - Gallup - O'Donnell - Smith - Thompson - Tolhurst - Williams | 8:31 |
| 5.  | Lullaby (début du premier rappel)       | - Gallup - O'Donnell - Smith - Thompson - Tolhurst - Williams | 4:43 |
| 6.  | The Lovecats                            | Smith                                                         | 3:50 |
| 7.  | The Caterpillar                         | - Smith - Tolhurst                                            | 3:56 |
| 8.  | Close to Me                             | Smith                                                         | 3:37 |
| 9.  | Hot Hot Hot!!!                          | - Gallup - Smith - Thompson - Tolhurst - Williams             | 3:34 |
| 10. | Let's Go to Bed                         | - Smith - Tolhurst                                            | 3:36 |
| 11. | Why Can't I Be You?                     | - Gallup - Smith - Thompson - Tolhurst - Williams             | 3:27 |
| 12. | Boys Don't Cry (début du second rappel) | - Michael Dempsey - Smith - Tolhurst                          | 3:05 |
| 13. | Jumping Someone Else's Train            | - Dempsey - Smith - Tolhurst                                  | 3:11 |
| 14. | Grinding Halt                           | - Dempsey - Smith - Tolhurst                                  | 3:11 |
| 15. | 10:15 Saturday Night                    | - Dempsey - Smith - Tolhurst                                  | 3:41 |
| 16. | Killing Another                         | - Dempsey - Smith - Tolhurst                                  | 3:37 |

## Composition du groupe
- Robert Smith — guitare, voix
- Simon Gallup — basse
- Roger O'Donnell — claviers
- Jason Cooper — batterie

## Classements hebdomadaires
| Classement                    | Meilleure place |
| ----------------------------- | --------------- |
| Allemagne (Media Control AG)  | 79              |
| Belgique (Flandre Ultratop)   | 83              |
| Belgique (Wallonie Ultratop)  | 73              |
| France (SNEP)                 | 115             |
| Pays-Bas (Mega Album Top 100) | 98              |
| Suisse (Schweizer Hitparade)  | 94              |